# Kuhlia mugil
Kuhlia mugil is een straalvinnige vissensoort uit de familie van vlagvissen (Kuhliidae). De wetenschappelijke naam van de soort is voor het eerst geldig gepubliceerd in 1801 door Forster.